# Bijvoetuitbreekkommetje
Het bijvoetuitbreekkommetje (Pyrenopeziza artemisiae) is een schimmel uit de familie Ploettnerulaceae. Het komt voor op ruigtevegetatie en vuilnisbelten. Het leeft saprotroof op stengels van de bijvoet (Artemisia vulgaris).

## Kenmerken
De asci meten 50-65x5 µm. De ascosporen meten 8-10 × 1,5-2 µm.

## Verspreiding
In Nederland komt het bijvoetuitbreekkommetje zeer zeldzaam voor.